# Canadian Championship 2015
Il Canadian Championship 2015 (noto per ragioni di sponsorizzazione come 2015 Amway Canadian Championship in inglese e Championnat Canadien Amway 2015 in francese) è stato l'ottava edizione del Canadian Championship organizzata dalla Canadian Soccer Association. Hanno partecipato Ottawa Fury FC e FC Edmonton della North American Soccer League, il secondo livello della piramide calcistica canadese, e Montréal Impact, Toronto FC e Vancouver Whitecaps FC della Major League Soccer, il massimo campionato nordamericano. Il detentore del trofeo era l'Impact de Montréal.
Il torneo ha spostato il proprio periodo di svolgimento, terminando ad agosto, per consentire lo svolgimento dei mondiali femminili di calcio in Canada.
Il vincitore è stato il Vancouver Whitecaps, premiato con la Voyageurs Cup. Visto lo slittamento nel calendario la squadra di Vancouver non si è qualificata all'edizione 2015-2016 della Champions League, ma a quella 2016-2017.

## Tabellone
Le squadre sono state inserite nel tabellone sulla base dei risultati ottenuti nella stagione 2014. Le tre squadre partecipanti alla Major League Soccer sono state inserite in posizione 1, 2 e 3 in base al piazzamento in classifica ottenuto alla fine della regular season, mentre le due squadre partecipanti alla North American Soccer League si affrontano in uno spareggio per l'accesso alle semifinali.
|  | Preliminare | Preliminare | Preliminare | Preliminare |  |  | Semifinali | Semifinali            | Semifinali | Semifinali |  |   | Finale              | Finale          | Finale | Finale |
|  |             |             |             |             |  |  |            |                       |            |            |  |   |                     |                 |        |        |
|  |             |             |             |             |  |  | 1          | Vancouver Whitecaps   | 1          | 2          |  |   |                     |                 |        |        |
|  |             |             |             |             |  |  | 1          | Vancouver Whitecaps   | 1          | 2          |  |   |                     |                 |        |        |
|  |             |             |             |             |  |  | 4          | FC Edmonton           | 1          | 1          |  |   |                     |                 |        |        |
|  | 4           | FC Edmonton | 3           | 3           |  |  | 4          | FC Edmonton           | 1          | 1          |  |   |                     |                 |        |        |
|  | 4           | FC Edmonton | 3           | 3           |  |  |            |                       |            |            |  |   |                     |                 |        |        |
|  | 5           | Ottawa Fury | 1           | 1           |  |  |            |                       |            |            |  |   |                     |                 |        |        |
|  | 5           | Ottawa Fury | 1           | 1           |  |  |            |                       |            |            |  | 1 | Vancouver Whitecaps | 2               | 2      |        |
|  |             |             |             |             |  |  |            |                       |            |            |  | 1 | Vancouver Whitecaps | 2               | 2      |        |
|  |             |             |             |             |  |  |            |                       |            |            |  |   | 3                   | Montréal Impact | 2      | 0      |
|  |             |             |             |             |  |  |            |                       |            |            |  |   | 3                   | Montréal Impact | 2      | 0      |
|  |             |             |             |             |  |  |            |                       |            |            |  |   |                     |                 |        |        |
|  |             |             |             |             |  |  |            |                       |            |            |  |   |                     |                 |        |        |
|  |             |             |             |             |  |  | 2          | Toronto FC            | 0          | 3          |  |   |                     |                 |        |        |
|  |             |             |             |             |  |  | 2          | Toronto FC            | 0          | 3          |  |   |                     |                 |        |        |
|  |             |             |             |             |  |  | 3          | Montréal Impact (gfc) | 1          | 2          |  |   |                     |                 |        |        |
|  |             |             |             |             |  |  | 3          | Montréal Impact (gfc) | 1          | 2          |  |   |                     |                 |        |        |

## Turno preliminare
| Arbitro: | Geoff Gamble |

|            |           |                                    |
| Minatel 2’ | Marcatori | 83’ Fordyce 88’ Laing 90+5’ Ameobi |

| Arbitro: | Drew Fischer |

|                                         |           |              |
| Ameobi 9’ Nyassi 15’ Fordyce 81’ (rig.) | Marcatori | 32’ Wiedeman |

## Semifinali

### Andata
| Arbitro: | Drew Fischer |

|            |           |           |
| Koffie 87’ | Marcatori | 4’ Ameobi |

| Arbitro: | Silviu Petrescu |

|               |           |  |
| McInerney 68’ | Marcatori |  |

### Ritorno
| Arbitro: | Silviu Petrescu |

|                     |           |                              |
| Ameobi 90+1’ (rig.) | Marcatori | 9’ (rig.) Morales 90+7’ Laba |

| Arbitro: | Mathieu Bourdeau |

|                                       |           |                      |
| Altidore 22’ Cheyrou 56’ Giovinco 58’ | Marcatori | 25’ Cooper 84’ Oduro |

## Finale

### Andata
| Arbitro: | M. Gantar |

|                             |           |                          |
| Ciman 84’ Jackson Hamel 85’ | Marcatori | 65’ Mattocks 72’ Morales |

### Ritorno
| Arbitro: | S. Petrescu |

|                       |           |  |
| Rivero 40’ Parker 53’ | Marcatori |  |